# Franz-Josef Sarna
Franz-Josef Sarna (* 19. August 1937) ist ein ehemaliger deutscher Fußballspieler, der von 1963 bis 1966 als Torwart von Hamborn 07 in der Regionalliga West 57 Spiele bestritten hat.

## Laufbahn
Mit der Jugendnationalmannschaft des DFB nahm der A-Jugendspieler im April des Jahres 1955 in Italien am FIFA-Turnier teil. In den beiden Spielen in Pisa gegen Portugal und Florenz gegen Italien hütete er das deutsche Tor. Mitspieler waren Willi Koslowski, Herbert Kurwan, Ludwig Landerer und Hans Nowak. Am 7. Mai 1958 kam er in der deutschen Fußballnationalmannschaft der Amateure im Länderspiel in Gelsenkirchen gegen Curaçao als Aktiver der Sportfreunde Buer zum Einsatz. Unter der Führung von Mittelläufer und Spielführer Herbert Schäfer gewann die deutsche Mannschaft mit 5:1 Toren.
Von Buer führte der Weg zu Eintracht Gelsenkirchen in die 2. Liga West. Bis zur Runde 1962/63 spielte er im Stadion am Südpark und trat ab der Runde 1963/64 bei Hamborn 07 in der Regionalliga West die Nachfolge des zu Hannover 96 gewechselten Horst Podlasly an. In den ersten zwei Runden 1963/64 und 1964/65 war Sarna der Stammtorhüter der Sportfreunde Hamborn 07. Es wurde jeweils der 14. Platz belegt. Mit den Mannschaftskameraden Horst Heese, Rainer Plich, Heinz Pliska, Erich Schiller und Karl-Heinz Wirth hielt die Defensive auch gegen die jeweiligen Spitzenmannschaften von Alemannia Aachen und Borussia Mönchengladbach stand. Ab der Runde 1965/66 übernahm Werner Scholz den Stammplatz im Tor von Hamborn 07. Sarna rückte in das zweite Glied und wechselte zur Runde 1967/68 zu Olympia Wilhelmshaven. Dort gelang ihm in der Saison 1968/69 der Aufstieg in die Regionalliga Nord. In der Regionalligarunde 1969/70 hatte er das Traineramt bei Olympia Wilhelmshaven inne.